# Třída Fort Rosalie
Třída Fort Rosalie (jinak též Fort Grange) je třída bojových zásobovacích lodí pomocných sil britského královského námořnictva. Jejich hlavním úkolem je zásobování svazů válečných lodí municí, potravinami a dalším nákladem. Celkem byly postaveny dvě jednotky této třídy. Britské námořnictvo je provozovalo v letech 1978–2021. Obě vyřazená plavidla byla v říjnu 2021 prodána Egyptu. Je to poprvé po více než 30 letech, kdy Egypt zakoupil britskou válečnou loď.

## Stavba
Britská loděnice Scott-Lithgow Shipbuilding & Engineering v Greenocku postavila dvě jednotky této třídy. Do služby byly přijaty v letech 1978–1979.
Jednotky třídy Fort Rosalie:
| Jméno                                   | Spuštěna | Vstup do služby | Status                                                                       |
| --------------------------------------- | -------- | --------------- | ---------------------------------------------------------------------------- |
| RFA Fort Rosalie (A385, ex Fort Grange) | 1976     | 6. dubna 1978   | Britským námořnictvem vyřazena 31. března 2021. V říjnu 2021 prodána Egyptu. |
| RFA Fort Austin (A386)                  | 1978     | 11. května 1979 | Britským námořnictvem vyřazena 31. března 2021. V říjnu 2021 prodána Egyptu. |

## Konstrukce

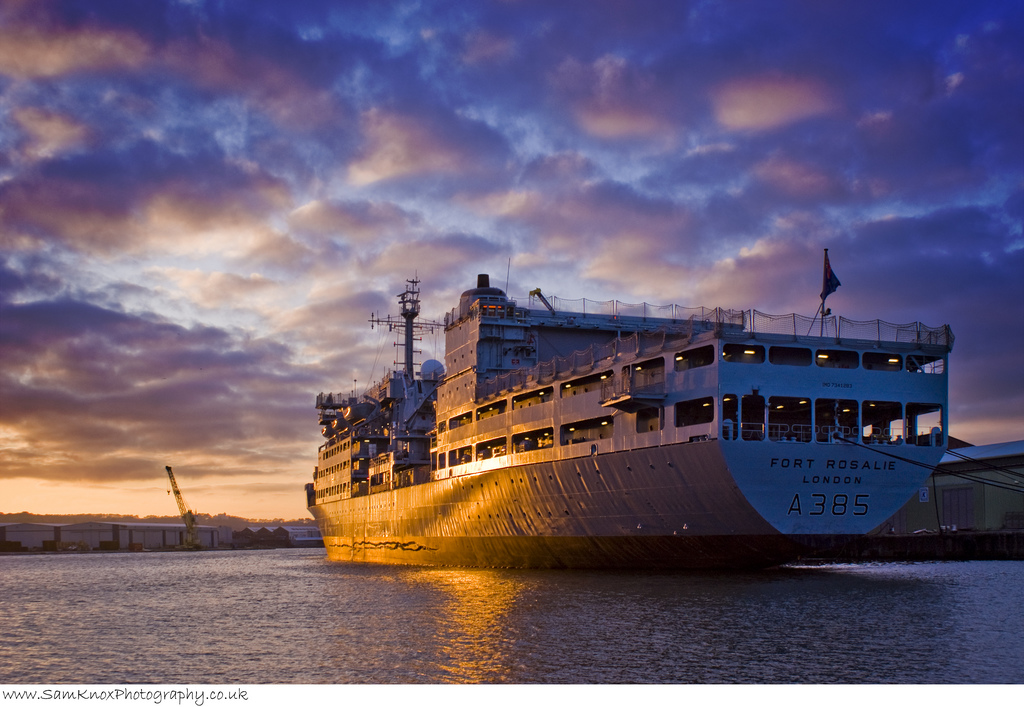
RFA Fort Rosalie (A385)

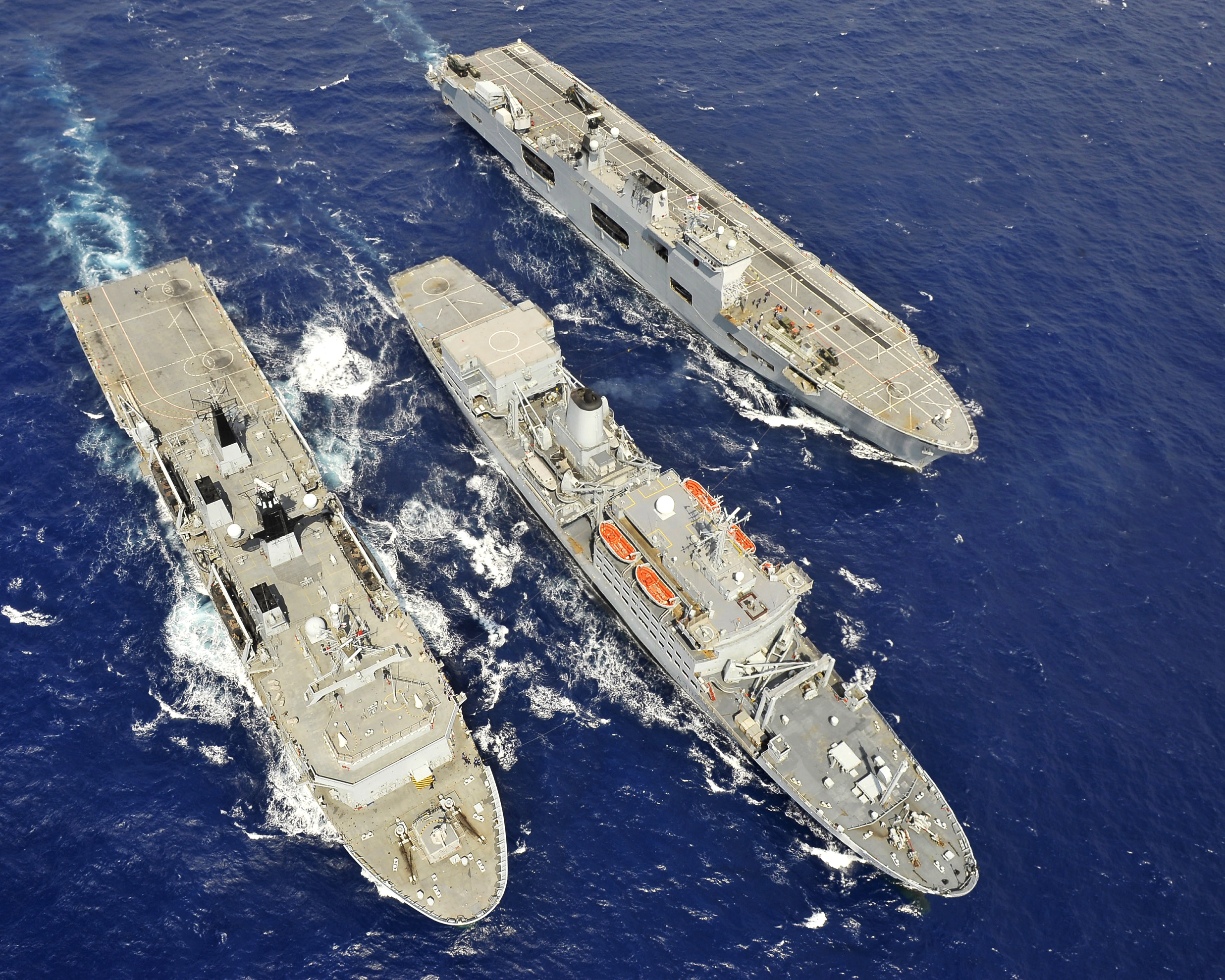
HMS Albion (L14), Fort Rosalie a HMS Ocean (L12) během zásobování na otevřeném moři

Posádku tvoří 114 námořníků, 45 členů leteckého persionálu a 36 civilistů. Kapacita nákladu je 12 800 m3, nebo 3500 tun zbraní, zásob a potravin. K překládce slouží tři jeřáby o nosnosti 10 tun a tři o nosnosti 5 tun. Plavidla jsou vyzbrojena dvěma 20mm kanóny a čtyřmi 7,62mm kulomety. Obranu zesilují odpalovače klamných cílů. Na zádi se nachází přistávací plocha a hangáry pro až čtyři transportní vrtulníky Sea King. Pohonný systém tvoří jeden diesel Sulzer RND90 o výkonu 17 300 kW. Nejvyšší rychlost dosahuje 20 uzlů. Dosah je 10 000 námořních mil při rychlosti 20 uzlů.